# 藤井和郎
藤井 和郎（ふじい かずろう、1919年3月29日 - 2012年8月29日）は、日本の経営者。不二家社長、会長を務めた。神奈川県横浜市出身。

## 経歴
1937年に東京府立第一商業学校を卒業し、同年に不二家に入社。1946年に取締役に就任し、1970年に専務を経て、1985年に社長に就任し、1989年には会長に就任。
1994年には勲三等瑞宝章を受章。
2012年8月29日心不全で在任中に死去。93歳没。